# Anserville
Anserville är en kommun i departementet Oise i regionen Hauts-de-France i norra Frankrike. Kommunen ligger i kantonen Méru som tillhör arrondissementet Beauvais. År 2018 hade Anserville 469 invånare.

## Befolkningsutveckling
Antalet invånare i kommunen Anserville
| Referens: INSEE |